# میکاکو کوماتسو
میکاکو کوماتسو (انگلیسی: Mikako Komatsu; ۱۱ نوامبر ۱۹۸۸ – ) بازیگر، صداپیشه، و خواننده اهل ژاپن بود. وی از سال ۲۰۰۷ میلادی تاکنون مشغول فعالیت بوده‌است.